# Горна-Диканя
Горна-Диканя (болг. Горна Диканя) — село в Болгарии. Находится в Перникской области, входит в общину Радомир. Население составляет 202 человека.

## Политическая ситуация
Кмет (мэр) общины Радомир — Красимир Светозаров Борисов (Болгарская социалистическая партия (БСП)) по результатам выборов.